# Werner Kirstein (Geograph)
Werner Kirstein (* 1. Oktober 1946 in Niederkrüchten) ist ein deutscher Geograph, der von 1997 bis zu seiner Emeritierung 2011 als Professor für Geographie und Geoinformatik an der Universität Leipzig lehrte. Öffentlich bekannt wurde er insbesondere für sein Bestreiten der menschengemachten globalen Erwärmung.

## Leben und Wirken
Kirstein studierte von 1972 bis 1977 Geographie und Physik an der Universität Würzburg. Er promovierte dort 1981 über den Zusammenhang von Sonnenaktivität mit meteorologischen Größen und war anschließend am Forschungszentrum Jülich aktiv. 1992 erwarb er mit einer Habilitationsschrift zu Verteilungsmustern der Klimavariabilität die Lehrberechtigung an Hochschulen. 1997 wurde er als Professor für Geographie und Geoinformatik an die Universität Leipzig berufen. Seit 2011 ist er emeritiert.
Kirstein soll einer der Gründer der Klimawandelleugnerorganisation EIKE sein. 2011 trat er als Vortragsredner auf einer EIKE-Konferenz auf, wo er gemäß Süddeutscher Zeitung in einem „schwer erträglich[en]“ Vortrag „seine Redezeit für pseudosoziologisches Geschwurbel missbraucht“ habe. Demnach sei die Klimadebatte wie das Christentum von apokalyptischen Gedanken geprägt. Es werde mit Angst und Schuld agiert und ein Ablasshandel betrieben, zudem würde das Gutmenschentum zu einer „Ersatzreligion“.
2010/2011 war er Betreuer einer von Michael Limburg, dem Vizepräsidenten der Klimawandelleugnerorganisation EIKE, eingereichten Doktorarbeit, die nach erheblicher Kritik externer Gutachter nicht erfolgreich war.
2017 hielt er einen Vortrag zum Thema „Der politogene Klimawandel“ bei der vom Schweizer Prediger und mutmaßlichen Sektenführer Ivo Sasek gegründeten Anti-Zensur-Koalition, der unter anderem die Verbreitung von Verschwörungstheorien vorgeworfen wird.

## Positionen

### Klimawandel
Kirstein bestreitet den wissenschaftlichen Forschungsstand zur menschengemachten globalen Erwärmung. Er behauptet, dass es keinen atmosphärischen Treibhauseffekt durch Kohlenstoffdioxid gebe und bestreitet, dass der derzeitige Klimawandel durch den Menschen verursacht wird. Die Erwärmung nach der Kleinen Eiszeit sei natürlich, der Mensch sei nur ein „Sündenbock“. Auch habe es keine durch die Erderwärmung verursachte Gletscherschmelze gegeben; tatsächlich sei der Rückgang natürlich. „Gletscher kommen und Gletscher gehen“.
Klimaforschern wie Michael E. Mann und dem Weltklimarat IPCC wirft er „bewusste Täuschung“ vor. Viele Klimaforscher wüssten ganz genau, dass der menschengemachte Klimawandel erfunden sei, sie würden aber aus Eigennutz, um Forschungsgelder einzuwerben, bewusst die Unwahrheit sagen. Er selbst sei hingegen als Ruheständler unabhängig und könne deshalb frei sprechen. Der menschengemachte Klimawandel sei ein von der Politik in Auftrag gegebener Schwindel. Politiker bestellten Studien, mit denen die Öffentlichkeit getäuscht werden solle. Es gehe sowohl darum, neue Steuern einführen zu können als auch ideologische Konzepte durchzusetzen wie eine große gesellschaftliche Transformation. Diese auch in der CDU vorhandenen Ideologien dienten dazu, die Gesellschaft „zu einer Gesellschaft von Handwerkern und Bauern“ analog der Feudalherrschaft umzuformen, bei der oben „die Feudalen und unten […] die Bauern“ säßen, die dann die Steuern zahlen müssten. Dieser von Politikern gehegte Plan sei aber langfristig ausgelegt, sodass er von der Bevölkerung nicht bemerkt wird.
2019 war er Unterzeichner einer Deklaration, wonach es keinen Klimanotstand gebe. Ebenfalls 2019 trat er als Redner beim Berliner Kreis in der Union auf, wo er neben der menschengemachten Erderwärmung unter anderem auch die erderwärmende Wirkung von Kohlenstoffdioxid, die Existenz eines natürlichen Treibhauseffektes und der atmosphärischen Gegenstrahlung bestritt.

### COVID-19-Pandemie
Während der COVID-19-Pandemie begann Kirstein gemäß Infosperber damit, verschiedene Medien, darunter den Infosperber, überzeugen zu wollen, dass die Coronakrise eine vorsätzliche Täuschung sei. Demnach erklärte Kirstein u. a., dass Impfungen gegen das Virus zum Ziel hätten, die "Weltbevölkerung zu reduzieren", um auf diese Weise einen sog. Great Reset zu erreichen. Dieser sei "das Ziel des psychisch kranken Greises Klaus Schwab" vom Weltwirtschaftsforum. Zudem argumentierte er, dass die "tödlichen Impfschäden" dazu führen würden, dass "die Dummen schneller aussterben", ganz nach dem Motto "Je weniger dumme Menschen auf der Erde, umso besser". Zudem publizierte er 2021 ein Buch mit Titel "Diktaturvirus – gefährlicher als Coronaviren? Sind viele Politiker schon infiziert?" zur Pandemie. In diesem geht es gemäß Ankündigung darum, dass die Bevölkerung "[m]it Ängsten und Panikmache [...] in die Knie" gezwungen werden solle und das, "was Öko- und Klimahysterien nicht geschafft haben, jetzt mit einem vermeintlich gefährlichen Virus herbeigeredet werden" müsse.

## Werke
- Diktaturvirus – gefährlicher als Coronaviren? Sind viele Politiker schon infiziert?. Allstern-Verlag, Rot an der Rot, 2021, ISBN 978-3-947048-20-5.
- Klimawandel – Realität, Irrtum oder Lüge? – Menschen zwischen Wissen und Glauben, ISBN 978-3-947397-22-8, OSIRIS: Schönberg, 2020.
- Klimawandel : wirklich neu und so schlecht wie sein Ruf? – eine Unterrichtseinheit zum Anstieg des atmosphärischen Kohlendioxids und dessen Auswirkungen auf die Biosphäre, in: Geographie heute: Themen, Modelle, Materialien für die Unterrichtspraxis aller Schulstufen. Jg. 27 (2006), Nr. 241/42, S. 65–69.
- mit Lothar Linde: Vergleich unterschiedlicher Klassifikationsansätze am Beispiel von hoch auflösenden Satellitenbilddaten im Raum Leipzig, in: Photogrammetrie, Fernerkundung, Geoinformation, ISSN 1432-8364, Schweizerbart: Stuttgart, 2004 (6), S. 519–526.
- mit Lothar Linde: Pixelorientierte versus objektorientierte Klassifikation eines hochauflösenden IKONOS-Satellitenbildes am Beispiel des Nordraumes der Stadt Leipzig – Ergänzung zum Projekt „Analyse und Bewertung der Naturraumpotentiale in der suburbanen Kulturlandschaft mit Methoden der Fernerkundung und GIS“, UFZ-Umweltforschungszentrum Leipzig-Halle: Leipzig, 2004.
- mit Morton J. Canty: Theorie und Praxis der Klassifizierung von multispektralen Satellitenbildern mit neuronalen Netzen, in: Zeitschrift für Photogrammetrie und Fernerkundung, ISSN 0937-9800, Bd. 66 Nr. 5–6, Wichmann: Heidelberg, 1998, S. 130–134.
- Der Treibhauseffekt und sein Einfluß auf die Biosphäre, in: Rüdiger Glaser, Barbara Sponholz (Hrsg.): Geowissenschaftliche Beiträge zu Forschung, Lehre und Praxis, Festschrift für Horst Hagedorn, Würzburger Geographische Arbeiten (Heft 87), Institut für Geographie an der Univ. Würzburg i. V. m. der Geographischen Gesellschaft Würzburg: Würzburg, 1993, S. 431–442.
- Geographische Verteilungsmuster der rezenten Klimavariabilität – Aspekte zur Klimageographie der Nordhemisphäre mit multivariater Methodik, Habilitationsschrift, Institut für Geographie: Universität Würzburg, 1992.
- Rezente klimageographische Dynamik der Variabilität europäischer Hauptklimaelemente – eine multivariate Analyse zur Klimageographie Europas, Berichte der Kernforschungsanlage Jülich (Nr. 2182), Zentralbibliothek der Kernforschungsanlage: Jülich, 1988.
- Häufigkeiten von Korrelationen zwischen Sonnenaktivität und Klimaelementen in zeitlicher Abhängigkeit, Dissertation, Institut für Geographie: Universität Würzburg, 1981.